# Athos Chrysostomou
Athos Chrysostomou est un footballeur chypriote né à Limassol le 6 août 1981,,,.